# Musca vilis
Musca vilis este o specie de muște din genul Musca, familia Muscidae. A fost descrisă pentru prima dată de Johann Ludwig Christian Gravenhorst în anul 1807.
Este endemică în Germania. Conform Catalogue of Life specia Musca vilis nu are subspecii cunoscute.